# Arctopleustes rasmyslovi
Arctopleustes rasmyslovi is een vlokreeftensoort uit de familie van de Pleustidae. De wetenschappelijke naam van de soort is voor het eerst geldig gepubliceerd in 1951 door Gurjanova.